# Sue Hendricksonová
Susan (Sue) Hendricksonová (* 2. prosince 1949) je americká paleontoložka, původem z Chicaga. Vyrůstala však v Indianě a dnes žije na ostrově Guanaja u pobřeží Hondurasu.
Proslavila se v roce 1990 objevem největšího dosud známého jedince dravého dinosaura druhu Tyrannosaurus rex, pojmenovaného podle ní Sue. Fosílie tohoto teropodního dinosaura objevila 12. srpna roku 1990 v Jižní Dakotě a v květnu roku 2000 byla kompletní zrestaurovaná kostra odhalena v Chicago Field Museum. Účastnila se také výzkumu v podmořské archeologii a v roce 2003 vydala autobiografickou knihu s názvem Hunt for the Past: My Life as an Explorer. Účastní se také výukových programů pro americkou mládež.